# Wulbeck
Die Wulbeck ist ein etwa 20 km langer rechter Zufluss der Wietze in der Region Hannover.

## Name
Der Bach wurde 1669 erstmals schriftlich erwähnt. Der Name leitet sich von den mittelniederdeutschen Wörtern wolt „Wald“ und beke „Bach“ ab.

## Geographie

### Verlauf
Der Bach entspringt im Oldhorster Moor und fließt durch die flachwellige Geestlandschaft im Bereich der Städte Burgdorf und Burgwedel. Im Wasserkörperdatenblatt wird er als sandgeprägter Tieflandbach kategorisiert. Die Umgebung ist seit 2012 als Landschaftsschutzgebiet Wulbecktal geschützt.

## Zustand
Der Fluss wurde in großen Teilen begradigt, es sind allerdings einzelne natürliche Uferabschnitte erhalten. Die Niederung ist vor allem von größeren Waldgebieten geprägt. Diese bestehen vor allem aus stark forstwirtschaftlich genutzten Kiefern. Daneben finden sich kleinflächig naturnahe Eichen-Buchen- und Eichen-Birkenmischwälder. Entlang des Flussbettes auch kleine Reste von Erlenbruchwäldern. Die Waldgebiete des Wulbecktals sind Lebensraum für den Schwarzstorch und Rotwild. Neben Wäldern durchfließt die Wulbeck auch Grünlandgebiete, die heute zunehmend zu Maisackern umgewandelt werden. Entlang des Gewässers wurden in der Vergangenheit eine Reihe von Kleingewässern angelegt.
Gelegentlich fällt das Gewässer abschnittsweise trocken, wofür auch natürliche Bachschwinden verantwortlich sind. Ein Austrocknen des Quellgebietes im Oldhorster Moor hingegen ist eine drohende Gefahr für die Zukunft der Wulbeck.